# Ultimate Kylie (DVD)
Za CD istega imena glej Ultimate Kylie (CD)
Ultimate Kylie je DVD avstralske pevke Kylie Minogue, ki so ga izdali skupaj s kompilacijo z njenimi največjimi uspešnicami, Ultimate Kylie. DVD vključuje videospote vseh pesmi, vključenih na kompilacijo, z izjemo videospota za pesem »Giving You Up«, ki ga takrat še niso posneli. DVD je vključeval tudi njen nastop s pesmijo »Can't Get Blue Monday Out of My Head«, remixom pesmi »Can't Get You Out of My Head« in pesmi glasbene skupine New Order, »Blue Monday« na podelitvi nagrad BRIT Awards leta 2002. Zgodnje verzije DVD-ja, izdane v Združenem kraljestvu, so trpele za fenomenom pokvarjenih DVD-jev, saj so že po nekaj minutah predvajanja pesmi začele zveneti prekinjeno. Založba EMI UK v javnosti ni nikoli komentirala stanja te izdaje, a so ponudili zastonj nadomestke tistim, ki so vrnili pokvarjene kopije CD-jev. DVD vključuje tudi besedila pesmi ob videospotih.

## Alternativni singli

### Pesmi, ki jih na DVD niso vključili
Na promocijskih oglasih za album in DVD so trdili, da album vključuje popolnoma vsak singl, ki ga je Kylie Minogue kdaj izdala v Avstraliji in Združenem kraljestvu, vendar to ni bilo res. Mnogo pesmi sploh niso izdali preko DVD-ja. Vključili niso dveh pesmi z njenega debitantskega glasbenega albuma, Kylie, »It's No Secret« in »Turn It Into Love«, čeprav videospota za pesem »Turn It Into Love« sploh niso posneli. Tudi večine singlov z albuma Let's Get to It na DVD niso vključili, z izjemo singla »Give Me Just a Little More Time«. Na DVD niso vključili tudi pesmi »What Kind of Fool (Heard All That Before)« in »Where Is the Feeling?« z albuma Greatest Hits. Z njenega zadnjega albuma, izdanega preko založb Deconstruction, PWL in BMG, Impossible Princess, na DVD niso vključili pesmi »Some Kind of Bliss« in njenega avstralskega singla »Cowboy Style«. Z njenega prvega glasbenega albuma, izdanega preko založbe Parlophone, Light Years, na DVD niso vključili pesmi »Your Disco Needs You«. Pesem »Butterfly«, sicer kot singl izdano le v Združenih državah Amerike, na DVD ni bila vključena, ker videospota za pesem niso nikoli posneli. Vsi ostali videospoti za pesmi, ki niso bile vključene na DVD, z izjemo videospota za pesem »Your Disco Needs You«, so vključili na DVD kompilacije Greatest Hits 1987–1999 Kylie Minogue.

### Ostale različice videospotov
Videospot za pesem »Can't Get You Out Of My Head« so kmalu po izidu radijske različice pesmi na spletu nekoliko preuredili. Čeprav videospota za pesem »Giving You Up« na DVD niso vključili, so na meniju predvajali nekoliko preurejeno, krajšo različico videospota. Avstralska različica pesmi »I Should Be So Lucky« ni bila vključena na DVD, vseeno pa so nanj vključili nekatere različice videospota. Tudi avstralska različica pesmi »Locomotion«, sicer izdana leta 1988 pod imenom »The Loco-Motion«, ni bila vključena na DVD. Za DVD so preuredili tudi videospot pesmi »On a Night Like This«.

## Sprejem
Novinar spletne strani Amazon.co.uk je pesmi podelil oceno 3,5/5 in napisal, da je Kylie Minogue »sestavila DVD iz večine svojih največjih uspešnic.« Vseeno pa je eden od novinarjev spletne strani napisal, da ga je pesem »Can't Get You Out Of My Head« v primerjavi z originalom »razočarala«. Nekateri novinarji so bili razočarani, ker DVD ni vključeval vseh singlov Kylie Minogue. Spletna stran Dooyoo.co.uk je DVD-ju dodelila podobno oceno kot spletna stran Amazon.co.uk, in sicer štiri od petih zvezdic.

## Seznam pesmi
1. »I Should Be So Lucky« z albuma Kylie
2. »Got to Be Certain« z albuma Kylie
3. »The Loco-Motion« (remix z gramofonske plošče) z albuma Kylie
4. »Je Ne Sais Pas Pourquoi« z albuma Kylie
5. »Especially for You« z albuma Enjoy Yourself
6. »Hand on Your Heart« z albuma Enjoy Yourself
7. »Wouldn't Change a Thing« z albuma Enjoy Yourself
8. »Never Too Late« z albuma Enjoy Yourself
9. »Tears on My Pillow« z albuma Rhythm of Love
10. »Better the Devil You Know« z albuma Rhythm of Love
11. »Step Back in Time« z albuma Rhythm of Love
12. »What Do I Have to Do« (remix z gramofonske plošče) z albuma Rhythm of Love
13. »Shocked« (DNA-jev remix) z albuma Rhythm of Love
14. »Give Me Just a Little More Time« z albuma Let's Get to It
15. »Celebration« z albuma Greatest Hits
16. »Confide in Me« z albuma Kylie Minogue
17. »Put Yourself in My Place« z albuma Kylie Minogue
18. »Where the Wild Roses Grow« z albuma glasbene skupine, Nick Cave And The Bad Seeds, Murder Ballads
19. »Did It Again« z albuma Impossible Princess
20. »Breathe« z albuma Impossible Princess
21. »Spinning Around« z albuma Light Years
22. »On a Night Like This« z albuma Light Years
23. »Kids« z albuma Light Years in albuma Sing When You're Winning
24. »Please Stay« z albuma Light Years
25. »Can't Get You Out of My Head« z albuma Fever
26. »In Your Eyes« z albuma Fever
27. »Love at First Sight« z albuma Fever
28. »Come into My World« z albuma Fever
29. »Slow« z albuma Body Language
30. »Red Blooded Woman« z albuma Body Language
31. »Chocolate« z albuma Body Language
32. »I Believe in You« z albuma Ultimate Kylie

### Dodatno gradivo
1. »Can't Get Blue Monday Out of My Head« (nastop v živo na podelitvi nagrad BRIT Awards leta 2002)

## Dosežki in certifikacije
| Država              | Lestvica (2004/2005) | Dosežek | Certifikacija | Prodaja |
| ------------------- | -------------------- | ------- | ------------- | ------- |
| Avstralija          | ARIA                 | 4       | 3x platinasta | 45,000  |
| Brazilija           | Billboard Brazil     | -       | -             | 6.100   |
| Združeno kraljestvo | BPI                  | 4       | 2x platinasta | 100.000 |